# Relaciones Australia-Venezuela
Las relaciones Australia-Venezuela se refieren a las relaciones internacionales que existen entre Australia y Venezuela.

## Historia
En 2018 Australia se adhirió a una declaración conjunta de Argentina, Canadá, Chile, Estados Unidos y México emitida durante una cumbre del G-20 en Buenos Aires en la que se desconocía la reelección de Nicolás Maduro en las elecciones presidenciales de Venezuela.
En 2019 Australia reconoció a Juan Guaidó como presidente interino de Venezuela.